# Mucosa oral
La mucosa oral o mucosa bucal es la membrana mucosa que recubre el interior de la boca. Está compuesta por un epitelio escamoso estratificado, denominado epitelio oral, y un tejido conectivo subyacente denominado lámina propia. La cavidad bucal ha sido descrita a veces como un espejo que refleja la salud del individuo.  Los cambios indicativos de enfermedad se observan como alteraciones en la mucosa oral que recubre la boca, que pueden revelar afecciones sistémicas, como diabetes o deficiencia de vitaminas, o los efectos locales del consumo crónico de tabaco o alcohol. La mucosa oral tiende a cicatrizar más rápido y con menos formación de cicatrices en comparación con la piel. El mecanismo subyacente sigue siendo desconocido, pero las investigaciones sugieren que podrían estar involucradas vesículas extracelulares.

## Clasificación
La mucosa oral se puede dividir en tres categorías principales según su función e histología:
- Mucosa de revestimiento, epitelio escamoso estratificado no queratinizado, que se encuentra en casi todas partes de la cavidad oral, incluso:
  - Mucosa alveolar, el revestimiento entre las mucosas bucal y labial. Es de un rojo más brillante, liso y reluciente, con muchos vasos sanguíneos y no está conectado al tejido subyacente por intersticios intercelulares.[5]
  - Mucosa bucal, revestimiento interno de las mejillas; parte de la mucosa bucal.
  - Mucosa labial, revestimiento interno de los labios; parte de la mucosa labial.[6]
- Mucosa masticatoria, epitelio escamoso estratificado queratinizado, que se encuentra en el dorso de la lengua, el paladar y la encía.
- Mucosa especializada, específicamente en las regiones de las papilas gustativas en las papilas linguales de la superficie dorsal de la lengua; contiene terminaciones nerviosas para la recepción sensorial general y la percepción del gusto.

## Estructura
La mucosa oral consta de dos capas: el epitelio escamoso estratificado superficial y la lámina propia más profunda. En la mucosa oral queratinizada, el epitelio consta de cuatro capas:
- Estrato basal (capa basal)
- Estrato espinoso (capa espinosa)
- Estrato granuloso (capa granular)
- Estrato córneo (capa queratinizada)

En el epitelio no queratinizado, las dos capas profundas (basal y espinosa) permanecen iguales, pero las capas externas se denominan capas intermedia y superficial.
Dependiendo de la región de la boca, el epitelio puede ser no queratinizado o queratinizado. El epitelio escamoso no queratinizado cubre el paladar blando, los labios internos, las mejillas internas, el piso de la boca y la superficie ventral de la lengua. El epitelio escamoso queratinizado está presente en las encías y el paladar duro, así como en áreas de la superficie dorsal de la lengua.
La queratinización es la diferenciación de los queratinocitos del estrato granuloso en células superficiales no vitales o escamas para formar el estrato córneo. Las células se diferencian terminalmente a medida que migran a la superficie desde el estrato basal donde se encuentran las células progenitoras hasta la superficie superficial.
A diferencia del epitelio queratinizado, el epitelio no queratinizado normalmente no tiene capas superficiales que muestren queratinización. Sin embargo, el epitelio no queratinizado puede transformarse fácilmente en un tipo queratinizante en respuesta a un traumatismo friccional o químico, en cuyo caso sufre hiperqueratinización. Este cambio a hiperqueratinización ocurre comúnmente en la mucosa bucal usualmente no queratinizada cuando se forma la línea alba, una cresta blanca de tejido calloso que se extiende horizontalmente al nivel donde los dientes maxilares y mandibulares se unen y ocluyen. Histológicamente, se observa un exceso de queratina en la superficie del tejido, y el tejido tiene todas las capas de un tejido ortoqueratinizado con sus capas granulares y de queratina. En pacientes que tienen hábitos como apretar o rechinar los dientes (bruxismo), se hiperqueratiniza un área más grande de la mucosa bucal que no es solo la línea alba. Es necesario registrar esta lesión grande, blanca, áspera y elevada para que se puedan realizar cambios en el plan de tratamiento dental con respecto a los hábitos parafuncionales del paciente. 
Incluso el tejido queratinizado puede sufrir un mayor nivel de hiperqueratinización; un aumento en la cantidad de queratina se produce como resultado de un trauma físico crónico en la región. Cambios como la hiperqueratinización son reversibles si se elimina la fuente de la lesión, pero lleva tiempo hasta que la queratina se desprenda o se pierda del tejido. Por lo tanto, para verificar cambios malignos, puede estar indicado realizar una biopsia basal y un estudio microscópico de cualquier tejido blanqueado, especialmente si está en una categoría de alto riesgo de cáncer, como antecedentes de uso de tabaco o alcohol o es VPH positivo. El tejido hiperqueratinizado también se asocia con el calor del tabaco o de líquidos calientes en el paladar duro en forma de estomatitis nicotínica. 
La lámina propia es una capa de tejido conectivo fibroso que consta de una red de fibras de colágeno y elastina tipo I y III en algunas regiones. Las principales células de la lámina propia son los fibroblastos, que son responsables de la producción de las fibras, así como de la matriz extracelular.
La lámina propia, como todas las formas de tejido conectivo propiamente dicho, tiene dos capas: papilar y densa. La capa papilar es la capa más superficial de la lámina propia. Está formado por tejido conectivo laxo dentro de las papilas de tejido conectivo, junto con vasos sanguíneos y tejido nervioso. El tejido tiene una cantidad igual de fibras, células y sustancia intercelular. La capa densa es la capa más profunda de la lámina propia. Está constituido por tejido conectivo denso con gran cantidad de fibras. Entre la capa papilar y las capas más profundas de la lámina propia hay un plexo capilar, que proporciona nutrición a todas las capas de la mucosa y envía capilares a las papilas del tejido conectivo. 
Puede haber o no submucosa en lo profundo de la capa densa de la lámina propia, dependiendo de la región de la cavidad oral. Si está presente, la submucosa generalmente contiene tejido conectivo laxo y también puede contener tejido adiposo o glándulas salivales, así como hueso o músculo suprayacente dentro de la cavidad oral.  La mucosa oral no tiene muscularis mucosae y es difícil identificar claramente el límite entre con los tejidos subyacentes. Normalmente, regiones como las mejillas, los labios y partes del paladar duro contienen submucosa (una capa de tejido conectivo graso o glandular laxo que contiene los principales vasos sanguíneos y nervios que irrigan la mucosa). La composición de la submucosa determina la flexibilidad de la unión de la mucosa oral a las estructuras subyacentes. En regiones como la encía y partes del paladar duro, la mucosa oral está unida directamente al periostio del hueso subyacente, sin submucosa intermedia. Esta disposición se denomina mucoperiostio y proporciona una fijación firme e inelástica.
Un número variable de manchas de Fordyce se encuentran dispersos por todo el tejido no queratinizado. Se trata de una variante normal, visible como pequeñas protuberancias amarillentas en la superficie de la mucosa. Corresponden a depósitos de sebo provenientes de glándulas sebáceas mal ubicadas en la submucosa que suelen estar asociadas a folículos pilosos. 
En la interfaz entre el epitelio oral y la lámina propia se encuentra una lámina basal, similar a la epidermis y la dermis.

## Función
El entorno bucal se ve sometido a un estrés mecánico continuo debido a acciones como comer, beber y hablar. La boca también está sujeta a cambios bruscos de temperatura y pH, por lo que debe poder adaptarse rápidamente a los cambios. La boca es el único lugar que proporciona la sensación del gusto. Debido a estas características fisiológicas únicas, la mucosa oral debe cumplir:
- Protección: Una de sus principales funciones es proteger físicamente los tejidos subyacentes de las fuerzas mecánicas, microbios y toxinas. La mucosa masticatoria queratinizada está estrechamente unida al paladar duro y a las encías. Representa el 25% de toda la mucosa oral. Sostiene los tejidos subyacentes resistiendo las fuerzas de carga ejercidas durante la masticación. La mucosa que recubre las mejillas, los labios y el suelo de la boca es móvil para crear espacio al masticar y hablar. Durante la masticación, permite que los alimentos se muevan libremente por la boca y protege físicamente los tejidos subyacentes de los traumatismos. Representa el 60% de la mucosa oral.[10][11]
- Secreción: La saliva es la secreción primaria de la mucosa oral. Tiene muchas funciones, entre ellas lubricación, amortiguación del pH e inmunidad. Las funciones lubricantes y antimicrobianas de la saliva se mantienen principalmente durante el reposo; la saliva produce un efecto de limpieza y eliminación de restos bucales y agentes nocivos. La saliva contiene numerosas proteínas antimicrobianas que ayudan a proteger el ecosistema oral de agentes infecciosos. Los componentes como la lisozima, la lactoferrina, la peroxidasa salival, la mieloperoxidasa y las concentraciones de tiocianato actúan como un mecanismo de defensa en la saliva. La saliva es secretada por tres pares de glándulas salivales mayores (parótida, submandibular, sublingual) junto con muchas glándulas salivales menores. También ayuda a la digestión química inicial de los alimentos, ya que contiene la enzima amilasa, responsable de descomponer los carbohidratos en azúcares.[11][12]
- Sensación: La mucosa oral está ricamente inervada, lo que significa que es muy buena para detectar el dolor, el tacto, la temperatura y el gusto. Varios nervios craneales intervienen en las sensaciones de la boca, incluidos los nervios trigémino (V), facial (VII), glosofaríngeo (IX) y vago (X). El dorso de la lengua está cubierto de mucosa especializada. Contiene la presencia de papilas gustativas que permiten el gusto y representa alrededor del 15% de la mucosa oral.[11] Reflejos como la deglución, el vómito y la sed también se inician en la boca.
- Regulación térmica: Aunque no es significativo en los humanos, algunos animales, como los perros, dependen del jadeo para regular su temperatura, ya que las glándulas sudoríparas solo están presentes en sus patas[13][11]

## Importancia clínica

### Infecciosa

#### Viral

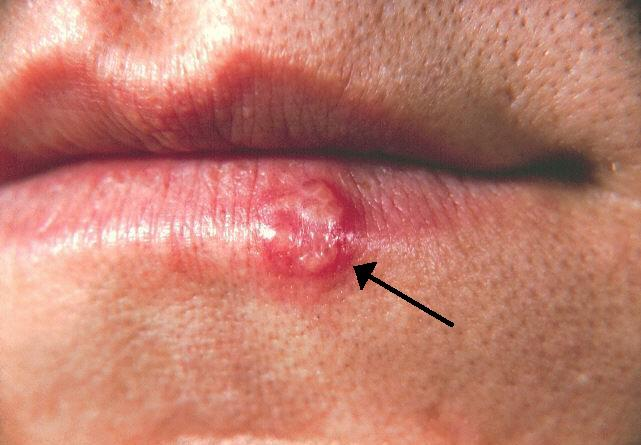
Herpes labial

La mayoría de las infecciones virales que afectan la cavidad oral son causadas por el grupo del virus del herpes humano. Cada virus del herpes humano puede presentarse de forma diferente en la cavidad oral. Es más probable que afecten a pacientes inmunodeprimidos, como niños y personas mayores.
- Gingivoestomatitis herpética: una infección viral autolimitada causada por el virus del herpes simple tipo 1 (HSV-1). Generalmente, se presenta en niños pequeños y es muy contagiosa. Se caracteriza por la presencia de pequeñas ampollas orales que se descomponen y se fusionan formando úlceras.[14][15]
- Herpes labial: reactivación del virus del herpes simple tipo 1 latente desencadenada por la luz solar, el estrés y los cambios hormonales. Se caracteriza por la presencia de ampollas costrosas en el labio superior.[14]
- Varicela: infección viral causada por el virus varicela-zóster y que se presenta en niños. Se encuentran numerosas ampollas que pican en la cara y el cuerpo. También se pueden encontrar ampollas en la parte interna de la mejilla y el paladar.[14]
- Herpes zóster: Infección viral causada por la reactivación del virus varicela zóster latente y que se presenta en adultos. Los pacientes pueden presentar dolor agudo antes o después de la aparición de ampollas. Si se produce una reactivación viral en el nervio facial, puede causar el síndrome de Ramsay-Hunt, en el que los pacientes pueden desarrollar parálisis facial, ampollas alrededor de las orejas y en la lengua, y pérdida de la sensibilidad lingual.[14]
- Enfermedad de manos, pies y boca: una infección viral altamente contagiosa que afecta a niños pequeños y es causada por el virus Coxsackie A16. Se caracteriza por la presencia de pequeñas ampollas en todas las extremidades y la boca.[14]
- Sarampión: Una enfermedad altamente infecciosa causada por el virus del sarampión. Se presenta con mayor frecuencia en niños pequeños que no han sido vacunados. Se caracteriza por la presencia de manchas blancas (manchas de Koplik) que al romperse forman úlceras en el paladar.[14]
- Papilomas y verrugas: Son causados por varias cepas del virus del papiloma humano (VPH), de las cuales existen más de 100 cepas, pero generalmente se deben a los tipos 6 y 11 del VPH. Los papilomas son en su mayoría proyecciones puntiagudas, similares a dedos, o con forma de cabeza de coliflor redondeada y lobulada. Generalmente indoloro y singular. Las verrugas suelen aparecer en los labios. La verruga vulgar se asocia con los tipos 2 y 4 del VPH. Los tipos 16 y 18 del VPH, considerados de alto riesgo por su asociación con cánceres, no se presentan así en la mucosa oral sino como manchas blancas. La hiperplasia epitelial multifocal (enfermedad de Heck) es rara, generalmente familiar, las hinchazones aparecen en múltiples casos y son más comunes en algunos grupos de nativos americanos e inuit. El xantoma verruciforme, una lesión rara que puede parecerse a un papiloma, a menudo es de color blanco debido a la hiperqueratosis y suele aparecer en el grupo de edad de 50 a 70 años, comúnmente en las encías. Pueden confundirse con papiloma o leucoplasia verrugosa, pero son benignos.

#### Bacteriana
- Sífilis: Infección bacteriana que generalmente se transmite sexualmente. Es causada por la bacteria Treponema pallidum y tiene diferentes tipos de presentación oral en diferentes etapas de la enfermedad.[16][14]

#### Fúngica
Las infecciones fúngicas orales son causadas con mayor frecuencia por Candida (Candida albicans, Candida glabrata y Candida tropicalis) lo que resulta en candidiasis oral. Existen varios factores predisponentes a las infecciones fúngicas, como enfermedades sistémicas (diabetes), antibióticos, uso de inhaladores de esteroides, etc. El tratamiento incluye la identificación y el tratamiento de los factores contribuyentes, el uso de agentes antimicóticos tópicos y sistémicos, y la instrucción sobre higiene bucal y de prótesis dentales.
Las diferentes presentaciones de la candidiasis oral incluyen:
- Candidiasis pseudomembranosa
- Candidiasis eritematosa
- Estomatitis por dentadura postiza
- candidiasis por antibióticos
- Queilitis angular
- Glositis romboidea media
- Candidiasis hiperplásica crónica
- Candidiasis mucocutánea crónica

### Autoinmune

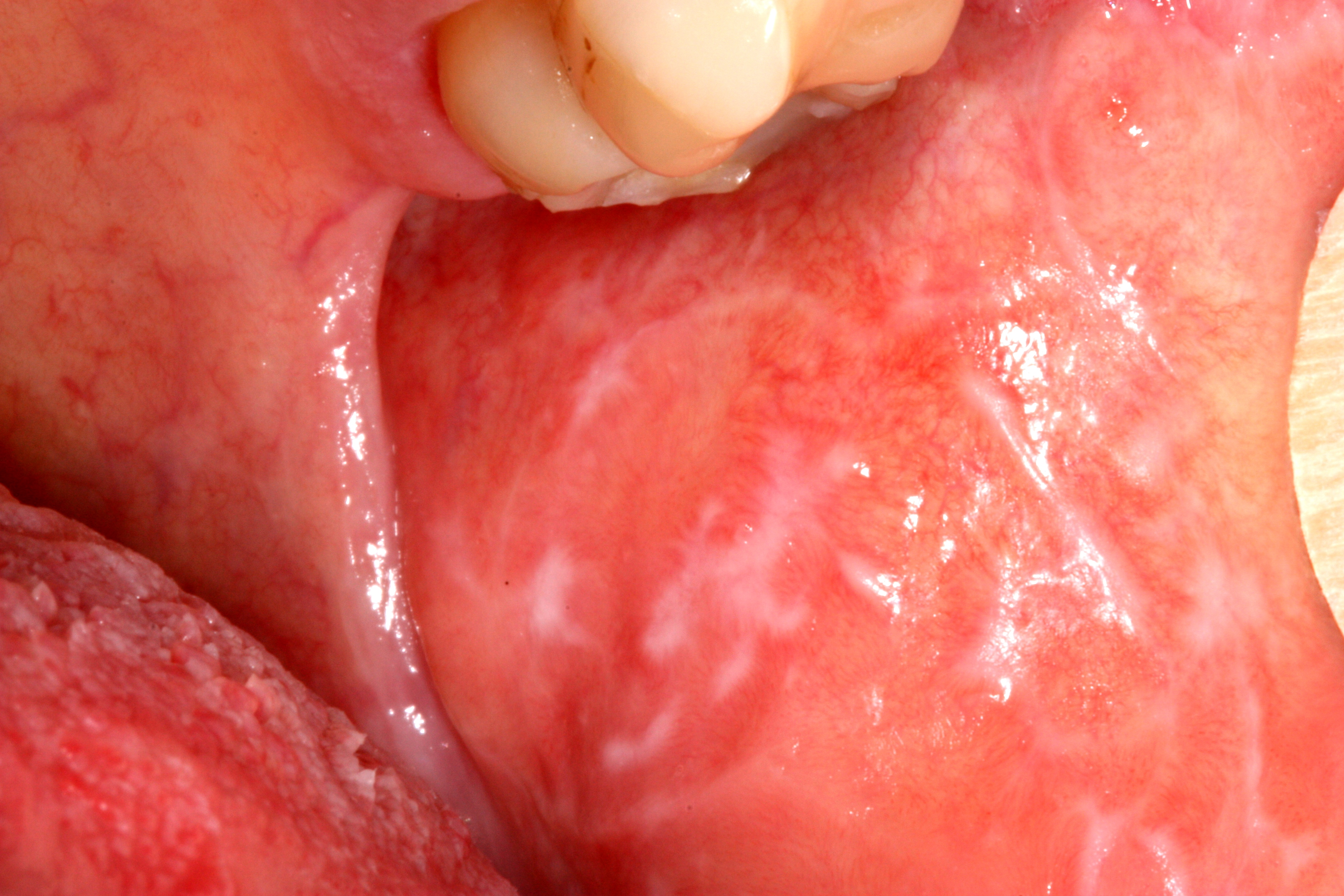
Liquen plano

- Liquen plano: una enfermedad inflamatoria crónica con diferentes formas de presentación oral. La apariencia más clásica del liquen plano es la presencia de estrías blancas en la parte interna de la mejilla, la lengua y las encías. La gingivitis descamativa se puede observar en pacientes con liquen plano. La biopsia se realiza para el diagnóstico definitivo del liquen plano.[14][19]
- Enfermedad de injerto contra huésped: Enfermedad autoinmune que se desarrolla después de un trasplante de médula ósea, cuya presentación oral es similar al liquen plano.[14][20][21]
- Pénfigo vulgar: Enfermedad crónica autoinmune cuya presentación clínica es la formación de ampollas superficiales y grandes que luego estallan y forman úlceras en la piel o las membranas mucosas.[14][22]
- Penfigoide de las membranas mucosas: Enfermedad autoinmune que afecta únicamente las membranas mucosas y se presenta clínicamente como ampollas duras y rígidas que luego se rompen y finalmente forman úlceras profundas.[14][22]
- Lupus eritematoso cutáneo: se presenta como lesiones discoides orales que pueden estar presentes en la mejilla interna y detrás de los labios. También pueden presentarse pápulas blancas.[14]

### Reacción de hipersensibilidad
- Reacción liquenoide: lesión intraoral que comparte la apariencia del liquen plano, pero que surge debido a hipersensibilidad de contacto a ciertos materiales dentales o inducida por fármacos.[14][23]

### Traumático
- Queratosis friccional: generalmente se presenta como placas blancas en la mucosa oral debido a un traumatismo mecánico. Cuando se elimina la causa de la queratosis friccional, la mancha blanca puede desaparecer.
- Lesiones reactivas hiperplásicas o hinchazones nodulares: ocurren en la mucosa oral debido a una inflamación de bajo grado o un traumatismo. Se desarrollan donde la mucosa está sometida a irritantes crónicos menores, mecánicos o infecciosos. Aparecen con mayor frecuencia en la mucosa bucal (mejilla interna) a lo largo de la línea oclusal donde se unen los dientes y las encías (la mucosa que cubre las encías); los nódulos reactivos que aparecen aquí se clasifican específicamente como epulides en lugar de pólipos. También la cresta alveolar (la encía de donde salen los dientes o, si falta, donde solían estar) y el paladar duro (techo de la boca). Los más comunes son los nódulos fibrosos llamados pólipos fibroepiteliales y épulides. Otras lesiones hiperplásicas reactivas incluyen aquellas asociadas con dentaduras postizas y papilomas. Sin embargo, todas son similares en cuanto a su causa y naturaleza, la sobreproducción de células de la mucosa, principalmente células epiteliales, también tejido fibroso mixoide y poco inflamado debido a la irritación. Los pólipos fibroepiteliales suelen ser pálidos, firmes al tacto e indoloros, pero una mayor irritación puede causar abrasión y luego ulceración o sangrado. A veces se les llama fibroma, como el fibroma de la hoja, un pólipo fibroepitelial que suele aparecer debajo de una dentadura postiza y tiene un aspecto aplanado. Sin embargo, no son verdaderas neoplasias benignas (indicadas por el sufijo ~oma), que son similares en apariencia pero muy raras en la boca. Los épulis fibrosos son pólipos fibroepiteliales localizados únicamente en las encías. Tanto el granuloma piógeno como el épulis del embarazo son épulis vasculares en lugar de fibrosos, con vasos sanguíneos más dilatados que les dan un color rosa más oscuro o rojo y son blandos. Pueden volverse más fibrosos a medida que maduran. La variante del embarazo solo aparece durante el embarazo, generalmente debido a la placa y debería resolverse con una mejor higiene bucal y al final del embarazo si no es así. El granuloma piógeno puede aparecer en otras partes de la boca, como la lengua y los labios, pero no es por eso que se trata de épulides. Los épulis de células gigantes, también conocidos como granuloma periférico de células gigantes, son similares a los épulis fibrosos y se presentan en el margen interdental anterior, la encía entre los dientes en la parte frontal. Son más comunes en el sexo femenino. Suelen ser redondos y blandos, de color rojo intenso o azul violáceo. Es importante que se investiguen para determinar si son verdaderos granulomas de células gigantes. Hiperplasia papilar del paladar o épulis fissaratum/hiperplasia inducida por dentadura postiza. La causa puede ser desconocida, pero existe una asociación entre dentaduras postizas mal ajustadas que resultan en irritación de la mucosa, generalmente por un reborde demasiado extendido, y con una higiene bucal o de la dentadura postiza deficiente. Puede haber candidiasis oral, pero no se cree que sea la causa.

### Idiopático
- Estomatitis aftosa recurrente (EAR): Ulceración recurrente que se encuentra en la boca con una amplia variedad de factores predisponentes. Sin embargo, la etiología sigue sin estar clara.[24] Hay tres formas de EAR: menor, mayor y herpetiforme. El EAR se encuentra generalmente en no fumadores y en personas de nivel socioeconómico alto.[14][24]

### Neoplásica
- Fibrosis submucosa oral: es una afección que implica la inflamación de los tejidos debajo de la superficie. Esto puede provocar rigidez en los tejidos y dificultad para abrir la boca.

#### Neoplasias benignas de tejidos blandos
- Tumores de la vaina del nervio periférico: los más comunes son los neuromas traumáticos, una respuesta reactiva al trauma, el neurilemoma y el neurofibroma, que son tumores grandes, de crecimiento indoloro, que generalmente se encuentran en la lengua. El neurofibroma puede presentarse como una lesión solitaria benigna, pero puede presentarse como lesiones múltiples asociadas con neurofibromatosis (enfermedad de von Recklinghausen). Pueden estar precedidas de manchas de pigmentación color café con leche en la piel y, a medida que crecen, pueden llegar a ser muy desfigurantes. Pueden producirse cambios malignos en la neurofibromatosis, pero muy raramente en la presentación de una sola lesión. Los neuromas mucosos pueden estar asociados con otras afecciones, como el síndrome de neoplasia endocrina múltiple (MEN), y pueden preceder al cáncer de tiroides.
- Lipoma y fibrolipoma: Son tumores del tejido adiposo o grasa, lo que les da un aspecto amarillento que varía según el contenido de grasa. Suelen ser blandas, móviles, de crecimiento lento, indoloras y aparecen mayoritariamente en personas de mediana edad o mayores.
- Tumor de células granulares: también son tumores que surgen de las células neuronales, aunque se creía incorrectamente que surgían de las células musculares y, por eso, anteriormente se los denominaba mioblastoma de células granulares. También crece lentamente, es grande, no duele y aparece principalmente en la lengua.
- Épulis congénito: también se conocen como tumores congénitos de células granulares (pero no están relacionados con ellos) y se presentan principalmente en la encía superior, la cresta alveolar maxilar, de los recién nacidos, predominantemente niñas. En raras ocasiones aparecen en otras partes del cuerpo, generalmente en la lengua. Generalmente, se resuelven por sí solos.
- Angiomas: son tumores vasculares, entre ellos el hemangioma, el linfangioma y la variz de Venus. Los angiomas son difíciles de clasificar, ya que anteriormente se consideraban hamartomas, malformaciones benignas similares a tumores, pero existe debate si son anomalías del desarrollo, verdaderos tumores benignos o hamartomas, o si pueden ser cualquiera de los dos. Los hemangiomas son comunes en la mucosa oral, pero pueden aparecer en otras estructuras como las glándulas salivales y pueden ser congénitos o desarrollarse en la infancia. Las lesiones congénitas pueden resolverse espontáneamente (involucionar), pero las que se desarrollan más tarde generalmente continúan creciendo lentamente. Suelen ser de color rojo oscuro violáceo o azul, suaves, a veces fluctuantes e indoloras. Comúnmente se ponen pálidos al ejercer presión. Generalmente solitarios, pueden ocurrir como parte de síndromes como el síndrome de Sturge-Weber, que afecta el nervio trigémino. Corren el riesgo de sufrir traumatismos con posterior sangrado excesivo, trombosis o calcificación. Los linfangiomas son mucho menos comunes en la mucosa oral; suelen aparecer en la lengua y, con menor frecuencia, en el labio, al nacer o en la infancia. Son de incoloros a rosa pálido y pueden ser proyecciones nodulares o parecerse a cúpulas de "huevos de rana". Pueden causar macroglosia (agrandamiento de la lengua). Las várices venosas, al igual que las venas varicosas, suelen aparecer en personas mayores en el labio inferior como un bulto de color azul violáceo.

#### Sarcomas
Las neoplasias malignas del tejido conectivo, sarcomas, son raras en la mucosa oral. El osteosarcoma y el condrosarcoma se originan en el hueso y el cartílago, el linfoma en trastornos hematológicos. Las neoplasias malignas más comunes son los carcinomas, predominantemente el carcinoma de células escamosas.
- Rabdomiosarcoma: son hinchazones destructivas de rápido crecimiento, generalmente en el maxilar. Es el sarcoma oral más común en niños y adolescentes, pero poco común.
- Sarcoma de Kaposi: está relacionado con la infección viral del virus del herpes del sarcoma de Kaposi (KSHV) o del virus del herpes humano (HHV-8). Predomina en el paladar duro y las encías y se desarrolla inicialmente como una mácula cuyo color varía desde rojo, azul, morado hasta marrón o negro, volviéndose nodular a medida que crece. Las lesiones son muy vasculares y pueden ulcerarse y sangrar fácilmente; la muerte suele deberse a infecciones oportunistas. Generalmente, se asocia con el VIH/SIDA, pero también es menos común con la inmunosupresión, como en los receptores de donantes de órganos, o es frecuente en algunas comunidades, como los judíos mediterráneos. No existe cura, pero las lesiones responden bien a los medicamentos antirretrovirales de gran actividad (TARGA).

## Vías de administración
- Mucosa bucal (mejilla interna): Adecuada para administración bucal.
- Mucosa labial (labios internos): Adecuada para la administración de medicamentos por vía bucal.
- Mucosa Sublingual (debajo de la lengua): Ideal para administración sublingual debido a su alta permeabilidad.
- Mucosa sublabial (debajo del labio inferior): Adecuada para administración sublabial debido a su buena vascularización.